# 七龍珠改
《七龍珠改》（日語：ドラゴンボールカイ），改編自日本漫畫家鳥山明《七龍珠》漫畫的電視動畫作品。東映動畫為紀念《七龍珠Z》第一話於1989年4月26日播放的20週年的紀念，為了貼近鳥山明原著漫畫的情節，把原本電視節目《七龍珠Z》當中部分的原創劇情與故事省略，擔任本作導演的野渡康弘與寺崎直博將原版的《七龍珠Z》中的二話劇情濃縮成一話使之更加流暢明快。

## 概要
這個節目是1989年4月26日至1996年1月31日在富士電視台播出的電視動畫《七龍珠Z》（以下簡稱「Z」）的數位重製版。也是七龍珠系列的第一部數位修復版在富士電視台的星期日節目以「DREAM.9」播出。畫面改為16:8的HD版本。
七龍珠改是根據企劃人森下孝三「希望再次播映『七龍珠Z』」的製作想法，標題的「改」是七龍珠的作者鳥山明命名設計，表示「更新」、「修改」或「更改」，反映了它是原動畫的修改版本，刪除了大部分原創情節。
作者參與了監修工作，音樂被新的音樂所取代，所有的音響都重新錄製。由於許多角色配音員面臨退休或已故而重新配置聲音演員。從2009年發行的《DRAGON BALL RAGING BLAST》開始的遊戲，以及2013年上映的電影《七龍珠Z 神與神》之後的新動畫片，配音演員基本上都從這個節目繼續參與。
在「Z」的製作中，為了避免跟上周刊連載的原作七龍珠而加入原創情節，但現在由於原作已經完結篇能夠更快速地進行改編，大大省略了動畫原創劇情。此外，在第一話的開頭導入了作為「Z」中的外傳描述悟空與弗力札之間的因緣的電視特別篇《七龍珠Z：一夫當關的最終決戰～向弗利沙挑戰的Z戰士 孫悟空之父～》。
製片人小原康平說，在預算方面很難在小團隊中製播這個節目，但很多機會可以與往年的導演和動畫師們進行會談。此外，根據企劃的森下孝三的說法，由於是「Z」的重新編輯版，所以原本擔心過去的觀眾會拒絕觀看，但是最後觀眾人數比預想的要多。2017年11月在被問到東映動畫評估續集的方向為何時，七龍珠超的導演地岡公俊說，七龍珠改的收視率遠比預想中的好，但是DVD銷量不是非常理想。

## 故事概要

### 第一期
賽亞人篇
第001話~第016話
接續電視節目《七龍珠》故事。悟空在第23屆天下第一武道會取得冠軍後，成為世界第一戰士，隨後與琪琪結婚生下孫悟飯。然而和平的日子並沒有維持很久，悟空的哥哥拉帝茲來到地球尋找悟空加入同伴，並以悟飯做為人質威脅悟空去殺害一百名地球人後，將悟飯帶走。悟空無法答應利用筋斗雲和比克一同追趕拉帝茲。悟飯的潛在力量爆發，悟空及比克在戰鬥中擊敗了拉帝茲。
拉帝茲在死前向悟空及比克預告「有另外兩名賽亞人將在一年後會來到地球。」於是戰士們各自為時一年的修練。經過一年後，貝吉達和那霸來到地球與比克等人展開戰鬥，飲茶、餃子、天津飯與比克在戰鬥中喪生，最後悟空、克林、悟飯、亞奇洛貝等的合力下，擊退貝吉達。
那美克星篇
第017話~第35話
由於比克和天神死亡的緣故，地球上的七龍珠已經變成了石頭。於是布瑪、悟飯、克林為了讓同伴們起死回生而前往那美克星。途中遇到假的那美克星球，以及外星人小孩，布瑪等人通過小孩口述得知前往那美克星球的捷徑，順路抵達目的地。但是貝吉達和弗力札同樣也在各自尋找七龍珠，在那美克星球經歷一番七龍珠爭奪戰之後，悟飯、丹丹(天天)、克林等人成功奪取七龍珠。
弗力札篇
第036話~第55話
因為丹丹(天天)許願讓比克復活，地球的天神及七龍珠也跟著復活。比克來到那美克星和菁英戰士尼爾同化，讓自身的戰鬥力更上一層樓，與弗力札展開戰鬥。想不到弗力札擁有三次的變身，每一次的變身後力量就會大幅提昇，身上的傷勢也跟著一起復原，所以比克等人面臨危機，即使後來悟空參戰也依舊不敵弗力札。最後悟空因為克林的緣故，憤而變身為傳說中的超級賽亞人，弗力札無法接受比他更強的敵人出現在自己的面前，於是將那美克星炸掉。

後來通過悟空向界王大人的媒介，向地球上的同伴們轉述「收集七龍珠，讓被弗力札殺死的那美克星人復活」，如此一來大長老復活，而波倫加神龍也會跟著復活。之後丹丹(天天)再向波倫加神龍許願，將除了弗力札和悟空以外的人全部傳送到地球避難。最後悟空在那美克星球上打敗弗力札，在那美克星球爆炸前夕，悟空也搭乘宇宙船飛走保住性命。
人造人篇
第056話~第067話
那美克星爆炸後，弗力札兵團將他的殘肢的修復，以機械弗力札的身分重新脫胎換骨，為了向悟空復仇而來到地球。沒想到出現來自未來的特南克斯，並將弗力札兵團全數消滅。未來的特南克斯傳達三年後紅領巾軍的生化人17號及18號破壞的事情，以及心臟病的解藥後，戰士們各自開始修行。三年後生化人19號和20號出現並且與悟空等人展開戰鬥，此時悟空因心臟病發而敗退。19號被貝吉達破壞，20號逃到研究所因為啟動不聽命的16號、17號和18號而喪命。
賽魯遊戲篇
第068話~第098話
在眾人敗給生化人們後，得知另一位來自未來的生化人賽魯企圖吸收17號和18號成為完全體，賽魯在後來的戰鬥成功變成完全體並且舉辦名為「賽魯遊戲」的武道會，最後戰士們先後來到精神時光屋進行訓練。
後來在遊戲武道會場上，悟飯在悟空心電感應的幫助下打敗賽魯。同伴們向七龍珠許願讓所有被生化人殺害的人們起死回生，並將生化人17號及18號體內的炸彈拿掉。悟空和界王星上的界王大人等人在此戰中死亡，特南克斯回到未來替未來世界因生化人緣故而喪生的戰士們復仇。

### 第二期
賽亞超人篇
第099話~第101話
賽魯遊戲事件結束後，地球恢復和平長達七年的時間，悟飯因為母親的提議，所以來到橘子星高中上學。他變成超級賽亞超人打擊犯罪，之後被他的同學碧兒揭穿身份，隨後悟飯傳授悟天和碧兒學習“氣”的運用準備迎接第26屆天下第一武道大會。
魔人普烏篇
第102話~第159話
悟空因為天下第一武道大會，在這個世界復活一天，和其他同伴參加天下第一武道會。在比賽中途，東界王神向悟空等人尋求協助，告知魔導師巴比提企圖使魔人普烏復活。但是由於貝吉達受到巴比提的魔法控制的關係，與悟空展開決鬥使魔人普烏得以復活。普烏後來產生異變後便找到比克、悟天、特南克斯展開戰鬥，後來悟空、悟飯也在中途參戰，但最後除悟空外都被普烏吸收，身陷危機的悟空最後與貝吉達共同打倒普烏。
在打敗魔人普烏的四年之後，悟飯與薇黛兒結婚、破壞神比魯斯從睡夢中醒來、尋找超級賽亞人之神之後為《七龍珠超》的故事。打敗魔人普烏的十年之後，第28屆天下第一武道大會開幕了，悟空成為爺爺。悟空正在訓練小芳和悟天武功，貝吉達要求長期疏於修練的特南克斯也一起參加武道大會。在大會比賽過程中，悟空帶著魔人普烏的轉世：烏普展開修行之旅，《七龍珠改》的故事也到此結束。

## 製作人員[7]
- 企劃：情野誠人、松崎容子、森下孝三
- 原作：鳥山明
- 製作人：野崎　理、佐川直子、林田師傅
- 音樂：山本健司→菊池俊輔→住友紀人
- 製作擔當：風間厚徳
- 製成協力：佐渡和隆、
- 音響監督：長崎行男、本山　哲
- 音響效果：新井秀徳
- 編輯：片瀨件太
- OP及ED：山室直儀、長峯達也、志田直俊、後藤康徳
- 總演出：野渡康弘
- 製作協力：東映
- 製作：富士電視台、東映動畫
- 版權所有：BIRD STUDIO／集英社・富士電視台・東映動畫

## 主題曲
| 類別   | 歌曲                                       | 作詞        | 作曲             | 編曲                 | 歌                      |
| ------ | ------------------------------------------ | ----------- | ---------------- | -------------------- | ----------------------- |
| 片頭曲 | 「Dragon Soul」（第1－98話）               | 吉元由美    | 岩崎貴文         | 京田誠一             | 谷本貴義（Dragon Soul） |
| 片頭曲 | 「 Kuu-Zen-Zetsu-Go」（第99－159話）       | 森雪之丞    | 岩崎貴文         | 龍島裕昌             | 谷本貴義                |
| 片頭曲 | 「Fight it out!」（海外版第99－167話）     | 山田宏      | 山崎燿           | 山崎燿               | 小野正利                |
| 片尾曲 | 「Yeah! Break! Care! Break!」（第1－54話） | 森由里子    | 岩崎貴文         | 京田誠一             | 谷本貴義                |
| 片尾曲 | 「」（第55－98話）                         | 秋元康      | 橫健介           | 生田真心             | Team Dragon from AKB48  |
| 片尾曲 | 「」（第99－111話）                        | 金廣真悟    | 金廣真悟         | Good Morning America | Good Morning America    |
| 片尾曲 | 「純情」（第112－123話）                   | 家入里歐    | 西尾芳彥         | 佐藤希久生           | 家入里歐                |
| 片尾曲 | 「Oh Yeah!!!!!!!」（第124－136話）         | 武井優心    | 武井優心         | Czecho No Republic   | Czecho No Republic      |
| 片尾曲 | 「GALAXY」（第137－146話）                 |             | キュウソネコカミ | キュウソネコカミ     |                         |
| 片尾曲 | 「Don't Let Me Down」（第147－159話）      | 日高央      | 日高央           |                      | Gacharic Spin           |
| 片尾曲 | 「Never give up!!!」（海外版第99－167話）  | Shoko       | Mine-Chang       | Mine-Chang           | Junear                  |
| 插曲   | 「Over the Star」（第17話）                | 森由里子    | cAnON.           | cAnON.               | 押谷沙樹                |
| 插曲   | 「」（第28、29話）                         |             | 山崎燿           | 山崎燿               | 山崎燿                  |
| 插曲   | 「」（第37、40話）                         | Demon Kakka | Demon Kakka      | Anders Rydholm       | Demon Kakka             |
| 插曲   | 「Saiyan Blood」（第41話）                 |             | 山本健司         | 山本健司             | 達爾（聲：堀川亮）      |
| 插曲   | 「」（第41話）                             | 吉元由美    | 岩崎貴文         | 籠島裕昌             | 谷本貴義（Dragon Soul） |
| 插曲   | 「」（第82話）                             |             | 櫻井真一         | 櫻井真一             | 特南克斯（聲：草尾毅）  |
| 插曲   | 「My 18th Magic」（第85話）                | cAnON.      | cAnON.           | cAnON.               | cAnON.                  |
| 插曲   | 「」（第85話）                             |             | 山本健司         | 山本健司             |                         |
| 插曲   | 「」（第98話）                             | 森由里子    | cAnON.           | cAnON.               | 丹迪（聲：平野綾）      |

## 各話標題

### 賽亞人篇
| 播映日期      | 集數 | 日文名稱 | 中文名稱                                     | 劇本                       | Z演出                             | Z原版話数                                      |
| ------------- | ---- | -------- | -------------------------------------------- | -------------------------- | --------------------------------- | ---------------------------------------------- |
| 2009年4月5日  | 1    |          | 戰鬥的開端! 我回來了孫悟空！                 | 小山高生 隅澤克之          | 西尾大介 葛西治                   | 特別篇1&「無印」摘要 1話-2話前半               |
| 2009年4月12日 | 2    |          | 敵人是悟空的兄長！？ 最強戰士賽亞人的秘密    | 小山高生 井上敏樹          | 葛西治 竹之内和久                 | 2話後半-3話                                    |
| 2009年4月19日 | 3    |          | 賭上性命的戰鬥！ 悟空和比克的捨身猛攻！      | 小山高生 井上敏樹          | 上田芳裕 竹之内和久               | 4話-5話                                        |
| 2009年4月26日 | 4    |          | 在那個世界奔跑吧孫悟空！ 長達100萬公里的蛇道 | 小山高生 照井啓司          | 竹之内和久 橋本光夫 岡崎稔        | 6話（一部7話後半）                             |
| 2009年5月3日  | 5    |          | 荒野生存訓練！ 月夜喚醒悟飯野性！            | 小山高生 照井啓司          | 岡崎稔 上田芳裕                   | 7話-8話                                        |
| 2009年5月10日 | 6    |          | 抵達終點！ 界王的搞笑試煉                    | 隅澤克之 井上敏樹 戸田博史 | 葛西治 岡崎稔 上田芳裕 竹之内和久 | 18話後半-19話前半 （一部11話前半、14話、17話） |
| 2009年5月17日 | 7    |          | 與十倍重力戰鬥！ 悟空的修行是賽跑！            | 戸田博史 小山高生          | 竹之内和久 橋本光夫               | 19話後半-20話                                  |
| 2009年5月24日 | 8    |          | 出來吧神龍！ 賽亞人終於到達地球              | 照井啓司                   | 岡崎稔                            | 21話                                           |
| 2009年5月31日 | 9    |          | 亞姆奮鬥！ 恐怖的栽培人                      | 小山高生                   | 竹之内和久 上田芳裕               | 22話-23話                                      |
| 2009年6月7日  | 10   |          | 等著餃子！ 天津飯最後的氣功炮                | 隅澤克之 戸田博史          | 葛西治 折目達也 西尾大介          | 24話-25話                                      |
| 2009年6月14日 | 11   |          | 能赶上嗎孫悟空！？ 距離戰鬥再開還有3小時     | 小山高生 井上敏樹          | 竹之内和久 上田芳裕 橋本光夫      | 26話-27話                                      |
| 2009年6月21日 | 12   |          | 比克流下的眼淚… 孫悟空的憤怒大反撃！         | 戸田博史 隅澤克之          | 岡崎稔 上田芳裕                   | 28話-29話前半                                  |
| 2009年6月28日 | 13   |          | 這就是界王拳！！ 極限戰鬥的悟空VS達爾        | 隅澤克之 照井啓司          | 上田芳裕 折目達也                 | 29話後半-30話                                  |
| 2009年7月5日  | 14   |          | 激突龜波氣功！ 達爾執念的大變身              | 井上敏樹 隅澤克之          | 西尾大介 上田芳裕                 | 31話-32話前半                                  |
| 2009年7月12日 | 15   |          | 一筹莫展的悟空！ 将愿望寄托於元氣弹上吧      | 隅澤克之 照井啓司          | 上田芳裕 橋本光夫                 | 32話後半-33話                                  |
| 2009年7月19日 | 16   |          | 引發奇蹟吧孫悟飯！ 打倒不死身的達爾          | 小山高生 戸田博史          | 岡崎稔 西尾大介                   | 34話-35話後半途中                              |

### 菲利篇
| 播映日期       | 集數 | 日文名稱 | 中文名稱                                        | 劇本                                | Z演出                                        | Z原版話数                              |
| -------------- | ---- | -------- | ----------------------------------------------- | ----------------------------------- | -------------------------------------------- | -------------------------------------- |
| 2009年8月2日   | 17   |          | 激戰之後的黎明… 希望之星是比克的故鄉            | 戸田博史 隅澤克之                   | 西尾大介 折目達也                            | 35話後半-36話                          |
| 2009年8月9日   | 18   |          | 沉睡在尤扎比特的宇宙船！ 目標那美克星現在出發   | 隅澤克之 照井啓司                   | 松浦錠平 上田芳裕                            | 37話-38話                              |
| 2009年8月16日  | 19   |          | 新的強敵！ 宇宙之帝王弗利札                     | 小山高生 隅澤克之 松井亞彌 照井啓司 | 西尾大介 橋本光夫 松浦錠平 上田芳裕 折目達也 | 39話-44話                              |
| 2009年8月23日  | 20   |          | 背叛弗利札！ 野心勃勃的貝吉塔                   | 隅澤克之 戸田博史 松井亞彌          | 山内重保 橋本光夫 上田芳裕                   | 45話-46話前半                          |
| 2009年8月30日  | 21   |          | 死守七龍珠！ 那美克星人的總攻                   | 戸田博史 松井亞彌                   | 橋本光夫 上田芳裕                            | 46話後半-47話                          |
| 2009年9月6日   | 22   |          | 多多利亞的恐怖追擊！ 即將對達爾揭露的真相       | 照井啓司 隅澤克之                   | 岡崎稔 山内重保                              | 48話-49話                              |
| 2009年9月13日  | 23   |          | 達爾暗渡陳倉！ 襲向那美克星人的悲劇             | 戶田博史 松井亞彌                   | 橋本光夫 上田芳裕                            | 50話-51話後半途中                      |
| 2009年9月20日  | 24   |          | 復活的夥伴們！ 美戰士薩博變身惡魔               | 松井亞彌 隅澤克之 戸田博史          | 上田芳裕 橋本光男 山内重保                   | 51話後半-53話後半途中                  |
| 2009年9月27日  | 25   |          | 力量增強的克林！ 弗力札蠢蠢欲動的預感           | 戶田博史 照井啓司                   | 山内重保 岡崎稔                              | 53話後半-54话                          |
| 2009年10月4日  | 26   |          | 粉碎吧 陰謀！ 逆襲的達爾VS薩博                  | 照井啓司 隅澤克之 小山高生          | 折目達也 上田芳裕 山内重保                   | 55话-57话后半途中                      |
| 2009年10月11日 | 27   |          | 一觸即發的危機！ 悟飯守護四星球                 | 小山高生 戶田博史 松井亞彌 隅澤克之 | 山内重保 橋本光夫 松浦錠平 上田芳裕          | 57话后半途中-60话后半途中              |
| 2009年10月18日 | 28   |          | 逼近的大決戰！ 基紐特戰隊即將來臨！             | 隅澤克之                            | 上田芳裕 折目達也                            | 60话后半途中-61话                      |
| 2009年10月25日 | 29   |          | 特戰隊的第一把手！ 沖破古爾多的咒語             | 照井啓司 戶田博史                   | 山内重保 藤瀨順一 菊池一仁                   | 62话-63话                              |
| 2009年11月1日  | 30   |          | 地獄的利庫姆！ 讓我開心點啊小達爾               | 戶田博史 隅澤克之                   | 岡崎稔 上田芳裕                              | 64话-65话                              |
| 2009年11月8日  | 31   |          | 孫悟空終於到達！ 踢散基紐特戰隊                 | 松井亞彌 隅澤克之 照井啓司          | 折目達也 西尾大介 藤瀨順一                   | 66话-68话前半途中                      |
| 2009年11月15日 | 32   |          | 真正的打鬥！？ 基紐隊長VS孫悟空                 | 松井亞彌 照井啓司                   | 藤瀨順一 岡崎稔                              | 68话前半途中-69话                      |
| 2009年11月22日 | 33   |          | 用全力吧孫悟空！ 對戰慄的基紐有絕招！？         | 松井亞彌                            | 上田芳裕 折目達也                            | 70话-71话后半途中                      |
| 2009年11月29日 | 34   |          | 嚇死人！ 悟空是基紐基紐是悟空！？               | 松井亞彌 戶田博史                   | 折目達也 橋本光夫 西尾大介                   | 71话-73话后半途中                      |
| 2009年12月6日  | 35   |          | 悟空大逆轉！？ 就在現在出來吧超級神龍！         | 戶田博史 隅澤克之                   | 西尾大介 上田芳裕 橋本光夫                   | 73话后半途中-75话后半途中              |
| 2009年12月13日 | 36   |          | 激昂的弗利札逼近！ 波侖加啊…實現願望吧！        | 隅澤克之                            | 橋本光夫 折目達也 岡崎稔                     | 75话后半途中-77话前半途中              |
| 2009年12月20日 | 37   |          | 惡夢的超變身！ 戰鬥力100萬的弗利札              | 隅澤克之                            | 岡崎稔 上田芳裕                              | 77话前半途中-78话                      |
| 2009年12月27日 | 38   |          | 露出爪牙的弗利札！ 超絕力量向悟飯襲來           | 松井亞彌                            | 折目達也 藤瀨順一                            | 79話-80話                              |
| 2010年1月10日  | 39   |          | 新生比克出現！ 激怒的弗利札的第二變身           | 小山高生                            | 西尾大介 上田芳裕 菊池一仁                   | 81話-82話                              |
| 2010年1月17日  | 40   |          | 弗利札最後的超變身！ 地獄以上的恐怖開始了       | 小山高生 隅澤克之                   | 菊池一仁 上田芳裕 折目達也                   | 83話-84話前半                          |
| 2010年1月24日  | 41   |          | 期待已久的瞬間！ 孫悟空復活了                   | 隅澤克之                            | 折目達也 菊池一仁                            | 84話後半-85話                          |
| 2010年1月31日  | 42   |          | 打倒弗利札吧孫悟空！ 自負的達爾的淚水           | 隅澤克之 松井亞彌                   | 上田芳裕 小坂春女 山口彰彥                   | 86話                                   |
| 2010年2月7日   | 43   |          | 孫悟空VS弗利札！ 大決戰開幕了！                 | 松井亞彌                            | 小坂春女 山口彰彥 菊池一仁                   | 87話-88話                              |
| 2010年2月14日  | 44   |          | 突破極限的肉搏戰！ 又是悟空和弗利札和基紐！？   | 松井亞彌                            | 竹之内和久 上田芳裕                          | 89話-90話                              |
| 2010年2月21日  | 45   |          | 20倍界王拳！ 賭上一切的龜派氣功                 | 松井亞彌 戸田博史                   | 西尾大介 藤瀨順一 橋本光夫                   | 91話-92話前半                          |
| 2010年2月28日  | 46   |          | 這是最終的王牌！ 悟空的特大元氣彈               | 戸田博史                            | 橋本光夫 菊池一仁 上田芳裕                   | 92話後半-94話後半途中                  |
| 2010年3月7日   | 47   |          | 覺醒吧!傳說中的戰士 超級賽亞人、孫悟空！！      | 戸田博史                            | 上田芳裕 山内重保                            | 94話後半途中-95話                      |
| 2010年3月14日  | 48   |          | 憤怒的超級賽亞人！ 將傳說之名發揚光大的孫悟空！ | 隅澤克之                            | 藤瀨順一 菊池一仁                            | 96話-97話前半                          |
| 2010年3月21日  | 49   |          | 孫悟空討伐仇敵！ 行星毀滅的倒數                 | 隅澤克之                            | 菊池一仁 上田芳裕                            | 97話後半-98話後半途中 （一部97話前半） |
| 2010年3月28日  | 50   |          | 弗利札的全力死鬥！ 實現我們的願望吧神龍         | 隅澤克之                            | 上田芳裕 山内重保                            | 98話後半途中-99話                      |
| 2010年4月4日   | 51   |          | 悟空激怒的嚎叫！ 趕上吧…起死回生的願望！        | 隅澤克之 小山高生                   | 橋本光夫 藤瀨順一 菊池一仁                   | 100話-101話                            |
| 2010年4月11日  | 52   |          | 留在即將消逝的星球的2人！ 這是最終決戰          | 小山高生 戸田博史                   | 菊池一仁 西尾大介 上田芳裕 山内重保          | 102話-104話後半途中 （一部101話後半）  |
| 2010年4月18日  | 53   |          | 孫悟空、最後的一撃… 那美克星消散的瞬間          | 戸田博史                            | 橋本光夫 菊池一仁                            | 104話後半途中-106話前半                |
| 2010年4月25日  | 54   |          | 消失在宇宙中的悟空… 復活吧！超級戰士們          | 戸田博史                            | 菊池一仁 西尾大介                            | 106話後半-107話                        |

### 人造人·賽魯篇
| 播映日期       | 集數 | 日文名稱 | 中文名稱                                     | 劇本                                  | Z演出                               | Z原版話数                                     |
| -------------- | ---- | -------- | -------------------------------------------- | ------------------------------------- | ----------------------------------- | --------------------------------------------- |
| 2010年5月2日   | 55   |          | 那就是地球了爸爸… 弗力札父子的反擊           | 小山高生 松井亞彌                     | 山内重保 上田芳裕                   | 118話-119話                                   |
| 2010年5月9日   | 56   |          | 我來打倒弗力札! 另一個超級賽亞人             | 松井亞彌 小山高生 戸田博史            | 上田芳裕 橋本光夫 竹之内和久        | 120話-121話後半途中                           |
| 2010年5月16日  | 57   |          | 歡迎回來孫悟空! 謎之少年特南克斯的告白       | 戸田博史                              | 竹之内和久 橋本光夫 藤瀨順一        | 121話後半途中-122話                           |
| 2010年5月23日  | 58   |          | 悟空的新絕招、瞬間移動! 以3年後為賭注的特訓  | 戸田博史 松井亞彌                     | 山内重保 菊地一仁 上田芳裕          | 123話-125話                                   |
| 2010年5月30日  | 59   |          | 沒有氣息的二人組! 人造人、出現               | 戸田博史 隅澤克之                     | 橋本光夫 藤瀨順一                   | 126話-127話後半途中                           |
| 2010年6月6日   | 60   |          | 潛在敵人的夾擊! 孫悟空VS人造人19號           | 戸田博史 隅澤克之                     | 藤瀨順一 山内重保 上田芳裕          | 127話後半途中-129話前半途中                   |
| 2010年6月13日  | 61   |          | 19號毫無勝算!! 姍姍來遲的超級賽亞人達爾      | 戸田博史                              | 上田芳裕 菊池一仁                   | 129話前半途中-130話後半途中                   |
| 2010年6月20日  | 62   |          | 短笛的強襲! 消滅20号混亂的未來               | 戸田博史 隅澤克之                     | 上田芳裕 菊池一仁 橋本光夫 山内重保 | 130話後半途中-132話前半途中                   |
| 2010年6月27日  | 63   |          | 追擊!格羅博士… 找出謎之研究所!               | 隅澤克之 小山高生                     | 山内重保 上田芳裕                   | 132話前半途中-133話後半途中                   |
| 2010年7月11日  | 64   |          | 17號與18號、而且他們…! 覺醒了的人造人們      | 小山高生                              | 上田芳裕 藤瀨順一                   | 133話後半途中-134話                           |
| 2010年7月18日  | 65   |          | 可愛少女卻有着驚人實力!? 18號vs達爾          | 松井亞彌 戸田博史                     | 橋本光夫 山内重保                   | 135話-136話                                   |
| 2010年8月1日   | 66   |          | 恢復一個人的時候來了… 比克最強的決意!        | 戸田博史 隅澤克之                     | 菊池一仁 上田芳裕                   | 137話-138話                                   |
| 2010年8月8日   | 67   |          | 另一部時光機!? 布爾瑪破解謎團!               | 隅澤克之                              | 上田芳裕 橋本光夫                   | 139話-140話後半途中 （一部138話後半）         |
| 2010年8月15日  | 68   |          | 怪物開始行動… 出撃!超級那美克星人!           | 隅澤克之                              | 上田芳裕 西尾大介                   | 140話後半途中-141話                           |
| 2010年8月22日  | 69   |          | 我可是你的兄弟啊! 擁有悟空之氣的怪物         | 隅澤克之                              | 西尾大介 藤瀨順一 橋本光夫          | 142話-143話後半途中                           |
| 2010年8月29日  | 70   |          | 障眼法之太陽拳 去追人造人賽魯                | 隅澤克之                              | 橋本光夫 上田芳裕                   | 143話後半途中-144話 （一部145話前半）         |
| 2010年9月5日   | 71   |          | 討伐神出鬼沒的沙魯! 終於復活了、孫悟空       | 戸田博史 松井亞彌                     | 西尾大介 橋本光夫                   | 145話-146話                                   |
| 2010年9月12日  | 72   |          | 超越超級賽亞人! 來吧、進入精神時間屋         | 松井亞彌 隅澤克之                     | 山内重保 上田芳裕                   | 147話-148話前半                               |
| 2010年9月19日  | 73   |          | 這就是超級那美克星人的力量 17號VS比克        | 隅澤克之                              | 上田芳裕 西尾大介                   | 148話後半-149話                               |
| 2010年9月26日  | 74   |          | 快逃啊17號! 比克、奮不顧身的抗戰             | 松井亞彌                              | 橋本光夫 菊池一仁                   | 150話-151話前半途中                           |
| 2010年10月3日  | 75   |          | 實力未知數! 沉默的戰士16號、行動             | 松井亞彌                              | 菊池一仁 橋本光夫 上田芳裕          | 151話前半途中-152話                           |
| 2010年10月10日 | 76   |          | 天津飯、視死如歸的新氣功砲! 拯救戰友、孫悟空 | 松井亞彌 戸田博史                     | 上田芳裕 西尾大介 橋本光夫          | 153話-154話後半途中                           |
| 2010年10月17日 | 77   |          | 超越超級賽亞人! 無所畏懼的達爾、討伐賽魯     | 戸田博史 植竹須美男                   | 橋本光夫 藤瀨順一 山内重保          | 154話後半途中-156話                           |
| 2010年10月24日 | 78   |          | 沙鲁氣息的懊悔! 克林、去破壞18號吧           | 植竹須美男 小山高生                   | 山内重保 上田芳裕 橋本光夫          | 157話-158話後半途中 （一部156話後半）         |
| 2010年10月31日 | 79   |          | 然後最壊的情況來臨… 沙鲁、向18號襲来！       | 小山高生 隅澤克之                     | 橋本光夫 菊池一仁 今村隆寛 山内重保 | 158話後半途中-160話前半                       |
| 2010年11月7日  | 80   |          | 形勢逆轉! 完全體賽魯、終於行動               | 隅澤克之 松井亞彌                     | 山内重保 藤瀨順一 西尾大介          | 160話後半-162話前半途中                       |
| 2010年11月14日 | 81   |          | 達爾全力的一擊! 可是卻增漲了沙鲁的恐怖       | 松井亞彌                              | 西尾大介 橋本光夫                   | 162話前半途中-163話                           |
| 2010年11月21日 | 82   |          | 超级力量覺醒! 超越父親達爾的特南克斯         | 戸田博史                              | 菊池一仁 細田雅弘                   | 164話-165話                                   |
| 2010年11月28日 | 83   |          | 電視頻道被占據! 沙鲁遊戲開始放送             | 隅澤克之 松井亞彌                     | 藤瀨順一 山内重保                   | 166話-167話                                   |
| 2010年12月5日  | 84   |          | 修行完成! 悟空、打倒沙鲁綽綽有餘!?             | 松井亞彌 隅澤克之                     | 西尾大介 橋本光夫                   | 168話-169話後半途中                           |
| 2010年12月12日 | 85   |          | 失去平靜的休息時光! 防衛軍、向賽魯發動總攻擊 | 松井亞彌 隅澤克之 植竹須美男 戸田博史 | 西尾大介 橋本光夫 細田雅弘          | 169話後半途中-172話後半途中 （一部173話前半） |
| 2010年12月19日 | 86   |          | 新的天神! 龍珠終於復活                       | 植竹須美男 戸田博史                   | 橋本光夫 細田雅弘 西尾大介 菊池一仁 | 172話後半途中-175話前半                       |
| 2010年12月26日 | 87   |          | 撒旦軍團大暴動! 賽魯遊戲開幕                 | 植竹須美男 戸田博史                   | 菊池一仁 芝田浩樹                   | 175話前半-176話                               |
| 2011年1月9日   | 88   |          | 決戰! 賽魯對孫悟空                           | 隅澤克之 戸田博史                     | 橋本光夫 上田芳裕 西尾大介          | 177話-178話                                   |
| 2011年1月16日  | 89   |          | 最高級的戰鬥! 打倒賽魯吧、孫悟空             | 戸田博史                              | 西尾大介 梅澤淳稔                   | 179話-180話前半                               |
| 2011年1月23日  | 90   |          | 死戰的終結! 悟空決斷的時侯!                  | 戸田博史                              | 梅澤淳稔 菊池一仁                   | 180話後半-181話                               |
| 2011年1月30日  | 91   |          | 憤怒的悟飯! 沉睡的力量解放                   | 戸田博史                              | 細田雅弘 芝田浩樹                   | 182話-183話後半途中                           |
| 2011年2月6日   | 92   |          | 消失在空中的眼淚! 悟飯、憤怒的超覺醒         | 戸田博史 隅沢克之                     | 芝田浩樹 橋本光夫                   | 183話後半途中-184話                           |
| 2011年2月13日  | 93   |          | 不再迷茫的鬥志! 悟飯、粉碎小賽魯             | 隅澤克之                              | 上田芳裕 西尾大介                   | 185話-186話前半                               |
| 2011年2月20日  | 94   |          | 完全體崩壞! 炸裂、憤怒的超鐵拳               | 隅澤克之 戸田博史                     | 西尾大介 菊池一仁 細田雅弘          | 186話後半-188話前半途中                       |
| 2011年3月6日   | 95   |          | 再見了大家! 這是拯救地球的唯一方法           | 戸田博史 松井亞彌                     | 細田雅弘 芝田浩樹                   | 188話前半途中-189話                           |
| 2011年3月20日  | 96   |          | 齊心協力! 最強也是最後的龜派氣功             | 戸田博史 隅澤克之                     | 山内重保 菊池一仁                   | 190話-191話                                   |
| 2011年3月27日  | 97   |          | 歡笑的離別! 邁向新的一天…                    | 隅澤克之 小山高生                     | 西尾大介 細田雅弘                   | 192話-193話後半途中                           |
| 特別篇         | 98   |          | 未來迎來和平! 悟空之魂永存                   | 小山高生 戸田博史                     | 細田雅弘 芝田浩樹                   | 193話後半途中-194話 （一部195話-199話摘要）   |

### 魔人普烏篇
| 播映日期       | 集數 | 日文名稱 | 中文名稱                                    | 劇本                               | Z演出                               | Z原版話数                                                  |
| -------------- | ---- | -------- | ------------------------------------------- | ---------------------------------- | ----------------------------------- | ---------------------------------------------------------- |
| 2014年4月6日   | 99   |          | 7年之後的故事！ 今天起悟飯是高中生          | 小山高生 戶田博史                  | 橋本光夫 菊池一仁                   | 200話-201話後半途中                                        |
| 2014年4月13日  | 100  |          | 曝光了！ 新英雄是孫悟飯                     | 戶田博史 赤堀悟 菅良幸 松井亞彌    | 菊池一仁 西尾大介 今村隆寬 上田芳裕 | 201話後半途中-205話前半                                    |
| 2014年4月20日  | 101  |          | 悟飯是老師！ 維黛兒的舞空術入門                   | 松井亞彌 戶田博史                  | 上田芳裕 葛西治 山內重保            | 205話後半-207話                                            |
| 2014年4月27日  | 102  |          | 龍珠隊全員集合！ 孫悟空歸來！！             | 戶田博史 小山高生                  | 菊池一仁 上田芳裕                   | 208話-209話                                                |
| 2014年5月4日   | 103  |          | 大家大震驚！ 悟天與特南克斯的超戰鬥！！     | 植竹須美男 戶田博史                | 橋本光夫 今村隆寬 山內重保          | 210話-212話                                                |
| 2014年5月11日  | 104  |          | 騷亂的預感… 謎之戰士出現！！                | 戶田博史                           | 菊池一仁 上田芳裕                   | 213話-214話後半途中                                        |
| 2014年5月18日  | 105  |          | 怎麼了比克！！ 一回戰的意外結束             | 戶田博史 植竹須美男 隅澤克之       | 上田芳裕 葛西治 橋本光夫 菊池一仁   | 214話後半途中-217話前半途中                                |
| 2014年5月25日  | 106  |          | 維黛兒落花流水 悟飯的怒氣到達頂點！！             | 隅澤克之 小山高生                  | 菊池一仁 上田芳裕 今村隆寬          | 217話前半途中-219話前半 （一部219話後半）                  |
| 2014年6月1日   | 107  |          | 恐怖魔人的秘密 幕後黑手出現！！             | 小山高生 戶田博史                  | 今村隆寬 上田芳裕                   | 219話後半-220話後半途中                                    |
| 2014年6月8日   | 108  |          | 極惡魔導師巴比提 暗黑魔界之王達普拉的陷阱   | 戶田博史                           | 上田芳裕 菊池一仁                   | 220話後半途中-221話                                        |
| 2014年6月15日  | 109  |          | 別小看超級賽亞人! 達爾與悟空力量全開!       | 戶田博史                           | 橋本光夫 上田芳裕                   | 222話-223話後半途中                                        |
| 2014年6月22日  | 110  |          | 天下第一究竟誰得手!? 皇家激戰決勝賽!!       | 戶田博史                           | 菊池一仁 橋本光夫 上田芳裕 葛西治   | 223話後半途中-224話 （221話一部分前半、222話後半）         |
| 2014年6月29日  | 111  |          | 後生可畏的孩子們!! 陷入苦戰的18號           | 戸田博史 久保田雅史                | 上田芳裕 葛西治 菊池一仁 橋本光夫   | 225話-226話後半途中 （223話前半、224話後半）               |
| 2014年7月6日   | 112  |          | 壓軸登場! 立刻出現魔王!!                    | 久保田雅史                         | 橋本光夫 上田芳裕                   | 226話後半途中-227話前半途中 （226話一部分前半、227話後半） |
| 2014年7月13日  | 113  |          | 甦醒的邪惡之心 破壞王子達爾!                | 久保田雅史                         | 上田芳裕 菊池一仁                   | 227話前半途中-228話後半途中                                |
| 2014年7月20日  | 114  |          | 我是最強的! 激戰悟空VS達爾                  | 久保田雅史 植竹須美男              | 菊池一仁 橋本光夫                   | 228話後半途中-229話（230話一部分前半）                     |
| 2014年8月3日   | 115  |          | 復活前的倒數計時 粉碎巴比提的美夢吧!        | 植竹須美男 戸田博史                | 菊池一仁 葛西治                     | 230話-231話前半途中                                        |
| 2014年8月10日  | 116  |          | 解開的封印!? 悟飯抵抗的龜派氣功             | 戸田博史 植竹須美男                | 葛西治 山内重保 菊池一仁            | 231話前半途中-232話後半途中（230話一部分後半）             |
| 2014年8月17日  | 117  |          | 直逼絕望!? 魔人普烏的恐怖                   | 戸田博史 おおいとしのぶ 久保田雅史 | 山内重保 橋本光夫 菊池一仁          | 232話後半途中-234話前半途中                                |
| 2014年8月24日  | 118  |          | 變成點心吧! 飢餓魔人的恐怖力量              | 久保田雅史                         | 菊池一仁 藤瀬順一                   | 234話前半途中-235話後半途中                                |
| 2014年8月31日  | 119  |          | 我來收拾魔人普烏 達爾最後的死戰!            | 久保田雅史                         | 藤瀬順一 山内重保                   | 235話後半途中-236話後半途中                                |
| 2014年9月7日   | 120  |          | 為了所愛… 高傲戰士的最後時刻!               | 久保田雅史 小山高生                | 山内重保 橋本光夫                   | 236話後半途中-237話                                        |
| 2014年9月14日  | 121  |          | 惡夢再來 不死之身的怪物 魔人普烏!           | 小山高生                           | 菊池一仁 山内重保                   | 238話（239話一部分）                                       |
| 2014年9月21日  | 122  |          | 打倒普烏的秘策 其名為融合!                  | 小山高生                           | 山内重保 芝田浩樹                   | 239話-240話前半                                            |
| 2014年9月28日  | 123  |          | 看見了!一絲希望 醒來吧戰士們!!              | 小山高生                           | 芝田浩樹 橋本光夫                   | 240話後半-241話後半途中                                    |
| 2014年10月5日  | 124  |          | 邪魔者的搜索 巴比提的復仇作戰開始!          | 小山高生                           | 橋本光夫 菊池一仁                   | 241話後半途中-242話                                        |
| 2014年10月12日 | 125  |          | 考驗之時 獲得傳說之力吧!                    | 久保田雅史 吉田玲子                | 山内重保 藤瀬順一                   | 243話-244話前半途中                                        |
| 2014年10月19日 | 126  |          | 阻止魔人普烏 極限!超級賽亞人三              | 吉田玲子 戸田博史                  | 藤瀬順一 橋本光夫                   | 244話後半-245話後半途中（244話一部分前半）                 |
| 2014年10月26日 | 127  |          | 初露鋒芒的力量 逆反的普烏!                  | 戸田博史                           | 橋本光夫 菊池一仁                   | 245話後半途中-246話                                        |
| 2014年11月2日  | 128  |          | 造型太醜? 特訓、融合的姿勢!                 | 戸田博史                           | 菊池一仁 山内重保 橋本光夫          | 247話（246話一部分後半、248話前半）                        |
| 2014年11月9日  | 129  |          | 再見了大家!! 孫悟空要回到那個世界去了       | 戸田博史 久保田雅史                | 橋本光夫 上田芳裕 菊池一仁          | 248話-249話前半途中（249話一部分後半、248話前半）          |
| 2014年11月16日 | 130  |          | 找到了、悟飯! 界王神界的猛特訓!             | 久保田雅史                         | 上田芳裕 菊池一仁                   | 249話前半途中-250話前半（250話一部分後半）                 |
| 2014年11月23日 | 131  |          | 誕生!合体超戦士 其名為悟天克斯!!            | 久保田雅史                         | 菊池一仁 今村隆寛                   | 250話後半-251話後半途中                                    |
| 2014年11月30日 | 132  |          | 打倒魔人普烏的是誰? 最強的男人出發!!        | 久保田雅史                         | 菊池一仁 今村隆寛 山内重保          | 251話後半途中-252話（250話一部分後半）                     |
| 2014年12月7日  | 133  |          | 力量提升仍在繼續!? 完成!超級悟天克斯!       | 久保田雅史 植竹須美男 小山高生     | 山内重保 橋本光夫 上田芳裕          | 253話（252話前半、254話後半）                              |
| 2014年12月14日 | 134  |          | 因憤怒產生的怪物 另一個魔人!                | 小山高生 戸田博史                  | 上田芳裕 菊池一仁 山内重保          | 254話-255話前半途中 （255話一部分前半途中、256話後半途中） |
| 2014年12月21日 | 135  |          | 普烏吃了普烏 新的魔人襲来!!                 | 戸田博史                           | 菊池一仁 山内重保                   | 255話前半途中-256話後半途中                                |
| 2014年12月28日 | 136  |          | 猛陷僵局! 時限1小時!!                       | 戸田博史 前川淳                    | 山内重保 藤瀬順一                   | 256話後半途中-257話前半途中                                |
| 2015年1月11日  | 137  |          | 特训完成! 魔人普烏到此为止                  | 前川淳 吉田玲子                    | 藤瀬順一 今村隆寛 橋本光夫          | 257話後半途中-258話後半途中（259話一部分後半）             |
| 2015年1月18日  | 138  |          | 用妖怪搞定普烏 必殺!神風攻擊!!              | 前川淳 吉田玲子                    | 今村隆寛 橋本光夫                   | 258話後半途中-259話                                        |
| 2015年1月25日  | 139  |          | 悟天克斯留的後手 變身!超級悟天克斯3!!       | 戸田博史                           | 上田芳裕 菊池一仁                   | 260話（261話一部分後半）                                   |
| 2015年2月1日   | 140  |          | 興致勃勃! 普烏普烏排球!                     | 戸田博史                           | 菊池一仁 橋本光夫                   | 261話-262話後半途中                                        |
| 2015年2月8日   | 141  |          | 大家久等了! 新生悟飯前往地球!!              | 戸田博史 久保田雅史                | 橋本光夫 上田芳裕                   | 262話後半途中-263話後半途中                                |
| 2015年2月15日  | 142  |          | 壓倒普烏! 究極悟飯的超強力量!!              | 久保田雅史 前川淳                  | 上田芳裕 菊池一仁                   | 263話後半途中-264話後半途中                                |
| 2015年3月1日   | 143  |          | 普烏的詭計 吸收悟天克斯!?                   | 前川淳 植竹須美男                  | 菊池一仁 上田芳裕 門田英彦 橋本光夫 | 264話後半途中-265話（266話一部分前半）                     |
| 2015年3月15日  | 144  |          | 大界王神的妙計! 復活吧 孫悟空!!             | 植竹須美男 戸田博史                | 橋本光夫 上田芳裕                   | 267話後半-267話後半途中                                    |
| 2015年3月22日  | 145  |          | 奇蹟只有一次… 做得到嗎 悟空和那傢伙的超合體 | 戸田博史                           | 上田芳裕 葛西治                     | 267話後半途中-268話                                        |
| 2015年3月29日  | 146  |          | 天下無敵! 究極戰士達爾特                    | 久保田雅史                         | 菊池一仁 上田芳裕                   | 269話-271話前半途中                                        |
| 2015年4月5日   | 147  |          | 普烏下的黑手! 被吸收的戰士們!!              | 久保田雅史                         | 上田芳裕 菊池一仁 山内重保          | 271話前半途中-272話（269話前半、270話後半一部分）          |
| 2015年4月12日  | 148  |          | 救出悟飯他們! 悟空和達爾的潛入作戰!         | 久保田雅史 前川淳                  | 上田芳裕 菊池一仁 山内重保          | 273話-275話後半途中                                        |
| 2015年4月19日  | 149  |          | 從體內緊急逃出! 普烏最壞的反變身!!          | 前川淳                             | 上田芳裕 菊池一仁 山内重保          | 275話後半途中-277話前半途中（277話後半一部分）             |
| 2015年4月26日  | 150  |          | 消滅地球!! 初始普烏的殘酷一擊               | 前川淳 戸田博史                    | 上田芳裕 葛西治                     | 277話前半途中-278話前半                                    |
| 2015年5月3日   | 151  |          | 最後的頂級決戰! 在界王神界做出了結!!        | 戸田博史                           | 葛西治 山内重保                     | 278話後半-279話後半途中                                    |
| 2015年5月10日  | 152  |          | 加油啊卡卡羅特 你是No.1!!                   | 戸田博史 久保田雅史                | 山内重保 菊池一仁 上田芳裕          | 279話後半途中-281話前半途中                                |
| 2015年5月17日  | 153  |          | 決戰在一分鐘 貝吉塔賭上生命爭取時間!        | 久保田雅史                         | 上田芳裕 藤瀬順一                   | 281話前半途中-282話前半途中                                |
| 2015年5月24日  | 154  |          | 靈機閃現的秘密計謀 給我實現2個願望吧!       | 久保田雅史                         | 藤瀬順一 山内重保                   | 282話前半途中-283話後半途中                                |
| 2015年5月31日  | 155  |          | 把元氣給我吧! 做出巨大元氣彈!!              | 久保田雅史 前川淳                  | 山内重保 菊池一仁                   | 283話後半途中-284話                                        |
| 2015年6月7日   | 156  |          | 世界的救世主就是你! 大家的元氣彈完成了!!    | 前川淳                             | 上田芳裕 今村隆寛                   | 285話-286話前半途中                                        |
| 2015年6月14日  | 157  |          | 真不愧是最強孫悟空!! 消滅魔人普烏           | 前川淳                             | 今村隆寛 橋本光夫                   | 286話前半途中-287話                                        |
| 2015年6月21日  | 158  |          | 10年後… 久違的天下第一武道會!               | 久保田雅史                         | 菊池一仁 上田芳裕                   | 289話-290話後半途中                                        |
| 2015年6月28日  | 159  |          | 要更強! 悟空的夢想不會結束!!                | 久保田雅史                         | 上田芳裕 今村隆寛                   | 290話後半途中-291話                                        |

### 魔人普烏篇（海外版）
《七龍珠改》「魔人普烏篇」有兩種版本：一個是在日本以外的地區播放的「海外版」（台灣民視、衛視電影台所播的版本則為海外版），共69集；另一個是內容再經過刪減之後，最後在日本播放的版本（以下簡稱「日本版」），共61集。
除了部分集數不同外，兩版本使用的片頭、片尾曲也不同。
以下為兩版本對應的集數（以下的集數是從「魔人普烏篇」開始起算），粗體表示「海外版」才有的集數：
第1集：對應日本版第1集，即七龍珠改系列第99集
第2集：新英雄，賽亞超人誕生
第3集：維黛兒的危機　孫悟飯緊急出動
第4集：被帶走的怪獸　嫌犯是賽亞超人
第5集：參加天下第一武道會　悟天在修行時展現的爆發力量
第6集：對應日本版第3集，即七龍珠改系列第101集
第7集：對應日本版第4集，即七龍珠改系列第102集
第8集：誰是天下第一　武道會預賽開始
第9集：對應日本版第5集，即七龍珠改系列第103集
第10集：少年王者終於產生　與撒旦對戰的會是誰呢
第11集：對應日本版第6集，即七龍珠改系列第104集
第12集：對應日本版第7集，即七龍珠改系列第105集
第13集：令人毛骨悚然的存在　史波迪的真面目是...
第14~66集：對應日本版第8~59集，即七龍珠改系列第106~157集
第67集：歸來的和平　戰士們的休息時刻
第68~69集：對應日本版第60~61集，即七龍珠改系列第158~159集

## 本作的問題
由山本健司負責的背景音樂被網友揭發為抄襲國外知名音樂，此事件已被東映動畫證實。所以後期集數內的背景音樂立即被換成原作中的背景音樂（海外版如香港、台灣則全數使用舊原作的背景音樂），之後背景音樂製作人員改為曾改編鳥山明漫畫原作的動畫影集《IQ博士》至《七龍珠Z》的菊池俊輔（人造人·賽魯篇後期），再改為住友紀人（魔人普烏篇）。
本作也出現許多攝影及上色方面的錯誤，可能因原版賽璐璐片轉變成數位影像時處理過程失誤，少數作畫重繪的鏡頭反而畫成崩壞鏡頭。許多因素讓日本及中南美洲國家的影迷覺得還是原版的《七龍珠Z》好很多，僅只於來自台灣的影迷覺得整體上《七龍珠改》較好。

## 播放电视台
| 富士電視台 星期日 09:00－09:30 節目 | 富士電視台 星期日 09:00－09:30 節目                  | 富士電視台 星期日 09:00－09:30 節目 |
| ----------------------------------- | ---------------------------------------------------- | ----------------------------------- |
|                                     | 七龍珠改 第1－97話 （2009年4月5日－2011年3月27日）   |                                     |
| 鬼太郎 第5作                        | 美食獵人TORIKO                                       |                                     |
| 富士電視台 星期日 09:00－09:30 節目 |                                                      |                                     |
| 美食獵人TORIKO                      | 七龍珠改 第99－159話 （2014年4月6日－2015年6月28日） | 七龍珠超                            |

| 台視 星期六 18:00－18:30 節目 2011年2月5日 暫停播出 | 台視 星期六 18:00－18:30 節目 2011年2月5日 暫停播出 | 台視 星期六 18:00－18:30 節目 2011年2月5日 暫停播出 |
| --------------------------------------------------- | --------------------------------------------------- | --------------------------------------------------- |
|                                                     | 七龍珠改 第1－98話 （2011年1月1日－2012年12月22日） |                                                     |
| 魔導少年 重播                                       | 新獵人                                              |                                                     |

| J2 星期一 22:00－22:30 節目 2013年2月11日停播 2013年9月16日起 星期一 24:00－24:30 | J2 星期一 22:00－22:30 節目 2013年2月11日停播 2013年9月16日起 星期一 24:00－24:30 | J2 星期一 22:00－22:30 節目 2013年2月11日停播 2013年9月16日起 星期一 24:00－24:30 |
| --------------------------------------------------------------------------------- | --------------------------------------------------------------------------------- | --------------------------------------------------------------------------------- |
|                                                                                   | 龍珠改 第1－98話 （2012年5月28日－2014年4月14日）                                 |                                                                                   |
| 銀魂IV 第151－187話                                                               | 萌萌侵略者                                                                        |                                                                                   |

| 衛視電影台 星期一至五 20:00－21:00 節目 2月16日至2月23日、2月27日 暫停播映 3月2日起 星期一至日 20:00－21:00 | 衛視電影台 星期一至五 20:00－21:00 節目 2月16日至2月23日、2月27日 暫停播映 3月2日起 星期一至日 20:00－21:00                    | 衛視電影台 星期一至五 20:00－21:00 節目 2月16日至2月23日、2月27日 暫停播映 3月2日起 星期一至日 20:00－21:00 |
| --- | --- | --- |
| | 七龍珠改 第1－98話 （2015年2月9日－4月11日）                                                                                   | |
| 航海王電視特別版 黃金梅利號篇                                                                               | 王者天下 重播 | |
| 衛視電影台 星期一至五 20:00－21:00 節目 2016年2月8日－2月12日 暫停播映 2016年2月26日 20:00－20:30           | | |
| 烏龍派出所特別篇                                                                                            | 七龍珠改魔人普烏篇 海外版第99－167話 （2015年10月27日－12月14日） ↓ 七龍珠改 重播，第1－98話 （2015年12月14日－2016年2月26日） | 飆速宅男 重播，第1、2季                                                                                     |

| 民視 星期一至五 18:00－18:30 節目 10月9日 暫停播映 | 民視 星期一至五 18:00－18:30 節目 10月9日 暫停播映                                                                      | 民視 星期一至五 18:00－18:30 節目 10月9日 暫停播映 |
| -------------------------------------------------- | --- | -------------------------------------------------- |
|                                                    | 七龍珠改－魔人普烏篇 海外版第99－167話 （2015年6月22日－9月24日） ↓ 重播，海外版第99－167話 （2015年9月25日－12月31日） |                                                    |
| 世間路 重播                                        | 怪醫黑傑克 |                                                    |

| 東森電影 星期一至五 19:00－21:00 節目 | 東森電影 星期一至五 19:00－21:00 節目  | 東森電影 星期一至五 19:00－21:00 節目 |
| ------------------------------------- | -------------------------------------- | ------------------------------------- |
|                                       | 七龍珠改魔人普烏篇 （2022年4月18日－） |                                       |
| 棒球大聯盟 重播                       | -                                      |                                       |

## 外部連結
- 東映動畫《七龍珠改》官方網頁 （页面存档备份，存于）
- 互联网电影数据库（IMDb）上《七龍珠改》的资料（英文）